# Lydia Yefsah
Lydia Yefsah, née en 1988, est une nageuse algérienne.

## Carrière
Elle est médaillée de bronze du 200 mètres brasse aux Championnats d'Afrique de natation 2006 à Dakar et aux Jeux africains de 2007 à Alger.
Aux Championnats d'Afrique de natation 2010 à Casablanca, elle est médaillée de bronze du 4 × 200 mètres nage libre.